# SEPECAT 재규어

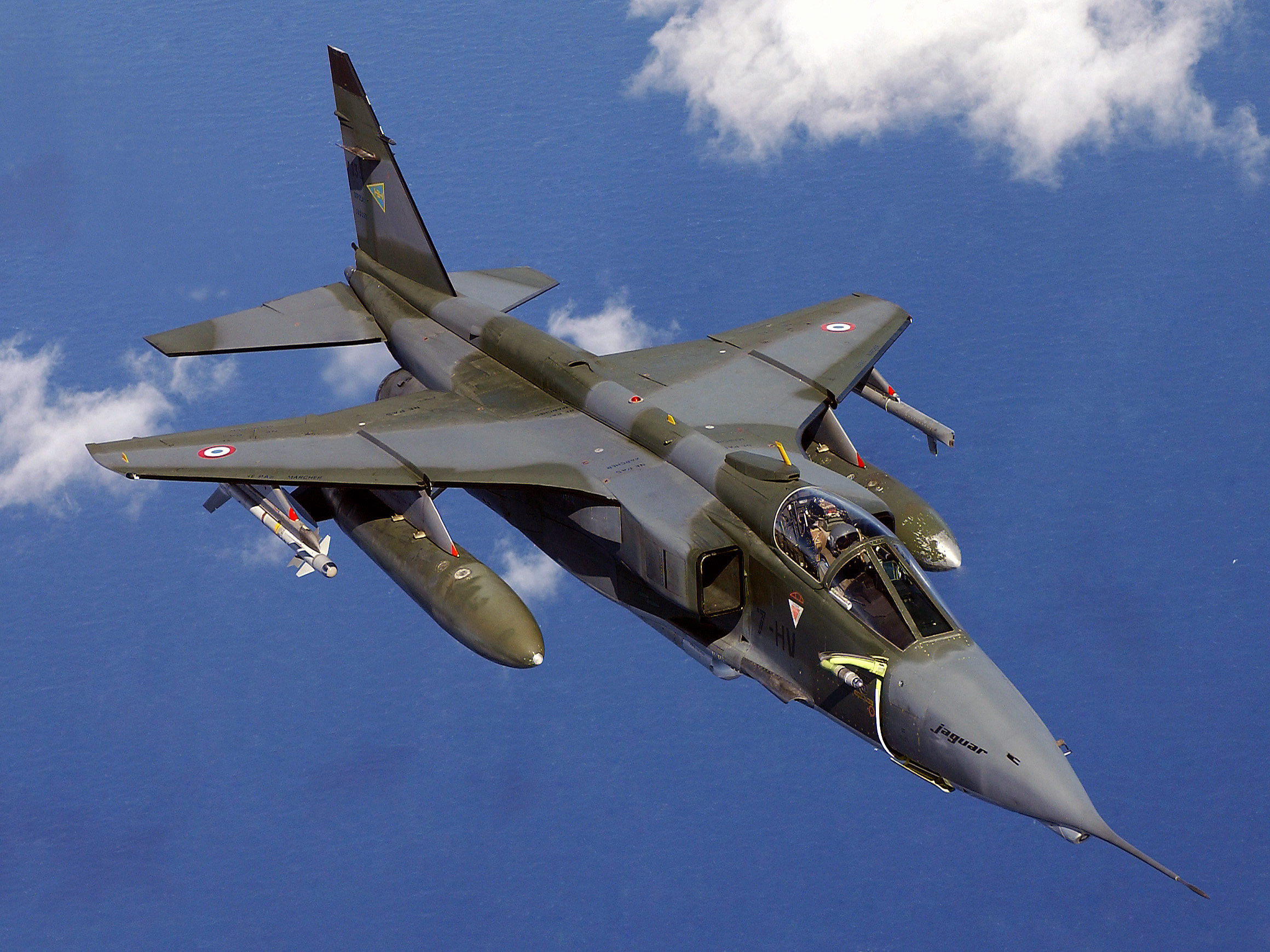
재규어 전투기

재규어 전투기는 영국과 프랑스가 공동 개발한 전투기이다.
영국과 프랑스는 합작으로 고등전술훈련기를 개발하기로 하였다. 그러나 이 계획은 높은 비용으로 인해 틀어져, 영국은 호크를 프랑스는 알파젯을 각각의 훈련기로 개발하는 것으로 바뀌고, 기존의 고등전술훈련기 개발계획은 지상공격기인 재규어로 개발이 이루어지게 된다.
재규어(15톤)의 후속기종으로 라팔(24톤)이 개발되었다.

## 구매국
※총 생산량:543대
- 영국 - 150대
- 프랑스 - 150대
- 인도 - 139대
- 나이지리아 - 13대
- 오만 - 10대
- 에콰도르 - 12대

## 레이다 성능
재규어 전투기 - 56km

## 같이 보기
- 미쓰비시 T-2